# كارل لودفيج كالباوم
كارل لودفيج كالباوم (بالألمانية: Karl Ludwig Kahlbaum)‏‏ (28 ديسمبر 1828 - 15 أبريل 1899 في غورليتس) طبيب نفسي، وأستاذ جامعي من ألمانيا.